# 乌鲁木齐喜来登酒店
43°49′12″N 87°35′11″E / 43.81998°N 87.58638°E

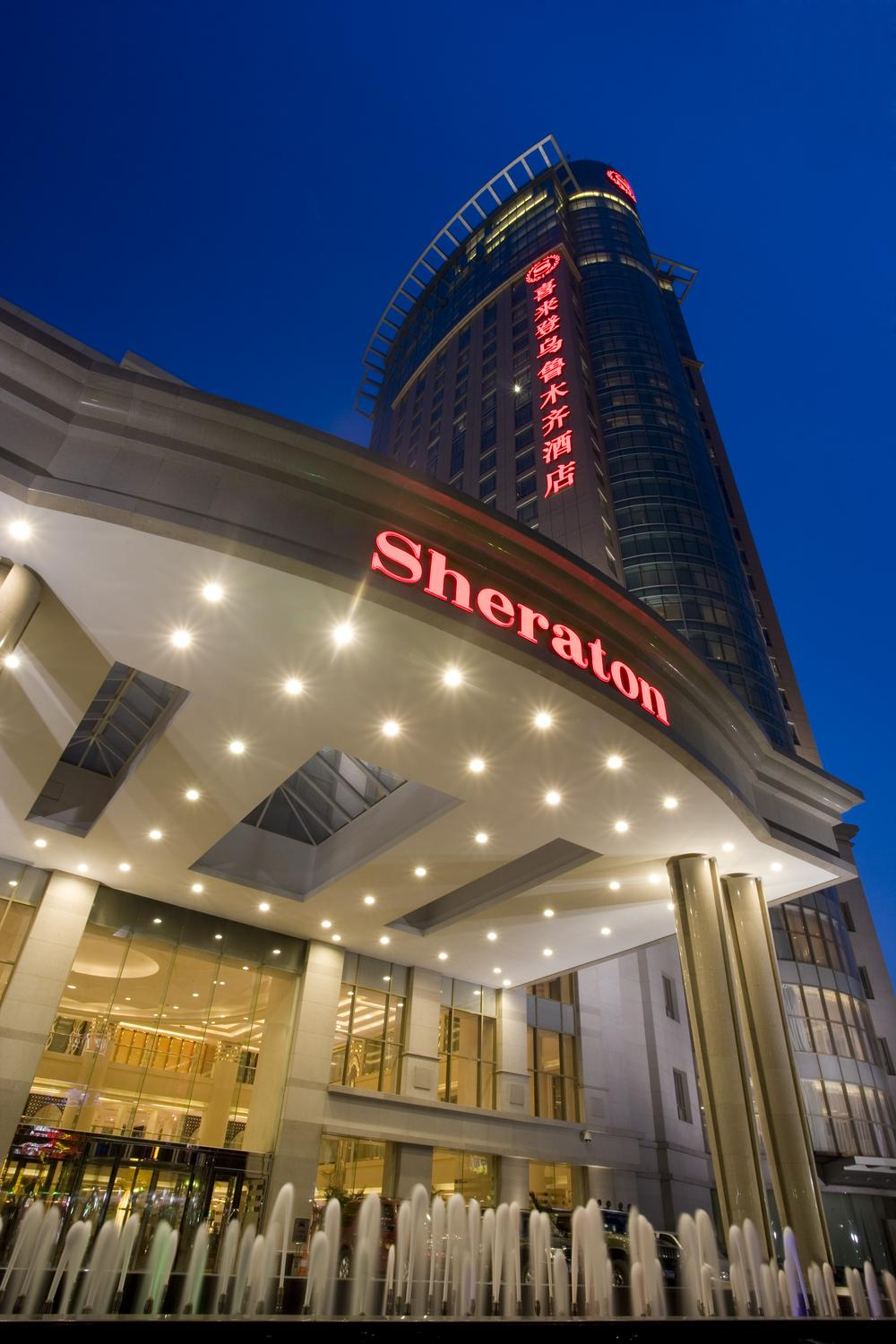
乌鲁木齐喜来登酒店

乌鲁木齐喜来登酒店，位于新疆维吾尔自治区乌鲁木齐市沙依巴克区友好北路669号，是新疆的一座五星级酒店。2021年的7月9日，换牌后的康莱德酒店在喜来登酒店原址重装开业，与乌鲁木齐的商务中心直接相连，更成为新疆首家国际奢华品牌酒店，颇具里程碑意义。

## 经营
酒店由喜达屋酒店管理集团经营管理，酒店内有雅克西餐厅、泛亚餐厅、荟萃西餐厅。2016年12月，因不符合标准要求，中華人民共和國國家旅遊局取消了其五星级旅游饭店资格。